# Epicauta aragua
Epicauta aragua là một loài bọ cánh cứng trong họ Meloidae. Loài này được Adams & Selander miêu tả khoa học năm 1979.